# Josh Reeves
Pour les articles homonymes, voir Reeves.

a Compétitions nationales et continentales officielles uniquement.

b Matchs officiels uniquement.
Dernière mise à jour le 10 janvier 2023.
Josh Reeves, né le 7 août 1990 à Burwood (Nouvelle-Zélande), est un joueur de rugby à XV international brésilien d'origine néo-zélandaise, évoluant au poste de demi d'ouverture.

## Biographie
Lors de sa scolarité, Josh Reeves joue avec l'équipe de rugby de son établissement du Shirley Boys High School situé dans la ville Shirley dans la banlieue de Christchurch. Par la suite, il évolue avec le club amateur du Shirley RFC dans le championnat de la région de Canterbury.
En 2011-2012, il dispute une saison en Irlande avec le Wanderers FC, un club de la province du Leinster évoluant en division 2B de l'All-Ireland League. 
En 2014, il s'installe au Brésil avec sa compagne brésilienne, et devient entraineur-joueur de l'équipe des Saracens Bandeirantes de São Paulo,. Il joue ensuite deux saisons avec le club de Jacareí en 2016 et 2017, avant de retourner jouer avec les Saracens Bandeirantes à partir de 2018.
En 2017, Josh Reeves devient sélectionnable avec l'équipe du Brésil grâce à ses trois années passées sur le territoire brésilien. Il connait sa première sélection le 3 février 2017 contre le Chili à Pacaembu.
Il quitte le Brésil en 2019 pour rejoindre l'équipe américaine des Warriors de l'Utah qui évolue en Major League Rugby. Il dispute onze rencontres avec cette équipe.
En 2020, il rejoint la franchise professionnelle brésilienne des Corinthians dans le nouveau championnat continental appelé Súper Liga Americana de Rugby. Il n'a pas le temps de disputer la moindre rencontre avant que la saison soit interrompue en raison de la pandémie de Covid-19. En 2021, l'équipe est renommée Cobras, et il dispute huit rencontres lors de la saison,.
Il fait sa dernière apparition sous le maillot brésilien en juillet 2021, terminant sa carrière internationale avec un total de 31 sélections et de 179 points marqués.
Après sa deuxième saison avec les Cobras, il retourne en Irlande, pour occuper le rôle d'entraîneur-joueur du Sligo RFC (en) en division 2B d'All-Ireland League,.
En mai 2022, après une saison avec Sligo, il rentre au Brésil où il est nommé directeur technique au sein de la fédération de rugby à XV,. En septembre 2022, il devient le sélectionneur par intérim de l'équipe du Bresil, après la départ de Fernando Portugal.

## Palmarès

### En équipe nationale
- Vainqueur du championnat d'Amérique du Sud en 2018.

## Statistiques internationales
- 31 sélections avec le Brésil entre 2017 et 2021[2].
- 179 points (1 essai, 37 pénalités, 30 transformations et 1 drop).